# Distrito electoral de West Gordon (condado de Sheridan, Nebraska)
West Gordon (en inglés: West Gordon Precinct) es un distrito electoral ubicado en el condado de Sheridan en el estado estadounidense de Nebraska. En el Censo de 2010 tenía una población de 199 habitantes y una densidad poblacional de 1,15 personas por km².

## Geografía
West Gordon se encuentra ubicado en las coordenadas 42°42′39″N 102°14′3″O / 42.71083, -102.23417. Según la Oficina del Censo de los Estados Unidos, West Gordon tiene una superficie total de 172.92 km², de la cual 172.67 km² corresponden a tierra firme y (0.15%) 0.25 km² es agua.

## Demografía
Según el censo de 2010, había 199 personas residiendo en West Gordon. La densidad de población era de 1,15 hab./km². De los 199 habitantes, West Gordon estaba compuesto por el 90.45% blancos, el 0% eran afroamericanos, el 9.05% eran amerindios, el 0% eran asiáticos, el 0% eran isleños del Pacífico, el 0% eran de otras razas y el 0.5% pertenecían a dos o más razas. Del total de la población el 0% eran hispanos o latinos de cualquier raza.